# Daria, iubirea mea
Daria, iubirea mea este o telenovelă românească cu Adrian Ștefan și Victoria Răileanu, iar în principalele roluri antagonice s-au aflat Andreea Bibiri și Alexandru Papadopol. A fost difuzată în perioada 2006-2007.

## Distribuția
- Adrian Ștefan – Dan Nichita, protagonist
- Victoria Răileanu – Daria Aioanei, protagonista
- Alexandru Papadopol – Andi Nichita, antagonist
- Adrian Pintea – Alexandru Nichita, co-protagonist
- Ana Maria Moldovan – Olivia Muscalu, antagonistă
- Andreea Bibiri – Silvia Damian, antagonistă
- Constantin Cotimanis – Nicky Nae Novac, antagonist
- Elvira Deatcu – Alice Avram, antagonistă
- Monica Dumitru – Ana Maria Panait
- Tora Vasilescu – Letiția Panait
- Corina Constantinescu – Elvira Timofte
- Sebastian Papaiani - Nea Gicu Timofte
- Marius Gălea – Remus Lăcătușu
- Loredana Groza – Vanda
- Răzvan Fodor – Tavi Dumitrașcu
- Gelu Nițu – Emil
- Carmen Ionescu – Victoria
- Andreea Doinea – Rita Novac
- Alin Panc – Feri Varga
- Olivia Niță – Mihaela "Mishu"
- Bianca Neagu – Lilișor
- Ioana Ginghină – Cecilia "Cireșica"
- Tatiana Iekel – Iustina Zaharia
- Anca Cernea – Magda
- Vladimir Găitan – Filip Zaharia
- Ioana Pavelescu – Paula Minerva
- Ștefania Cernea – Crina Semciuc
- Raluca Gheorghiu – Larisa
- Ștefan Velniciuc – Doctor Popescu
- Andrei Mateiu – Gelu
- Alec Secăreanu - Florin Cernea